# Арагонское завоевание Сардинии
Арагонское завоевание Сардинии состоялось в 1323—1326 годах. Остров Сардиния тогда находился под влиянием Пизанской республики (семья Делла Герардеска) и генуэзских семей Дориа и Маласпина. Единственным выжившим местным политическим образованием был Арборейский юдикат, связанный с короной Арагона. Финансовые трудности из-за войн на Сицилии (до 1295 года), конфликта с Короной Кастилии в землях Мурсии и Аликанте (1296—1304 годы) и неудавшейся попытки завоевать Альмерию (1309) объясняет задержку короля Хайме II Арагонского с попыткой завоевания Сардинии, которую ему пожаловал папа римский Бонифаций VIII в 1297 году.
Владение островом Сардиния имело решающее значение для Арагонской короны. Сардиния была богата природными ресурсами, такими как серебро и соль, и имела процветающее агроскотоводческое хозяйство; Кроме того, его географическое положение обеспечивало больший контроль над западным Средиземноморьем, а сам остров был важной базой для создания так называемого «островного маршрута», который позволил сократить время навигации до богатых средиземноморских рынков вдвое.

## Хронология
В 1321 году кортесы в Жероне приняли предложение короля Санчо Майоркского о 20 галерах, 200 лошадях и большом количестве рабочих для завоевания Сардинии, другая поддержка поступила от Королевства Валенсия и Королевства Арагон.
11 апреля 1323 года сардинский правитель Угоне II Арборейский, ставший вассалом Хайме II в обмен на сохранение династических прав над его двором, открыл военные действия против пизанцев, разгромив их между Виллановафорру и Санлури.
15 мая флот из трех галер с 200 рыцарями и 2000 пехотинцев под командованием Герау де Рокаберти и его племянника Далмау де Рокаберти выступил из Барселоны на помощь судье Арбореи (Угоне II), заняв позицию близ Куарту, недалеко от города-крепости Кастель-ди-Кастро, сегодня Кальяри. Это был авангард большой арагонской армии, которая тем временем собиралась в Каталонии.
После многолетней подготовки мощный флот из 300 кораблей под командованием адмирала Фрэнсиса Карроса выступил 31 мая 1323 года из Пуэрто-Фангоса, недалеко от Тортосы, в Таррагоне. В его состав входили 20 кораблей, в том числе флагманский корабль «Св. Евлалия», 53 галеры, 24 парусных корабля и другие специальные суда (уксер) для перевозки лошадей и припасов. На пути к Сардинии флот высадился на четыре дня в Маоне, на острове Менорка, а затем возобновил плавание к Кабо-Сан-Марко в заливе Ористано.
По совету юдика Угоне II высадка арагонского флота состоялась 13 июня в Пальмасе, Сульчис, где был создан первый плацдарм. Также по просьбе судьи Арбореи 28 июня арагонцы под руководством инфанта Альфонсо Арагонского, начали осаду Вилья-де-Иглесиас (Вилла-де-Кьеза), сегодня Иглезиас. Это был важный шахтерский город, основанный графом Уголино делла Герардеска, десятилетия назад и сейчас находится под контролем Пизанской республики. В октябре пизанский флот из 33 галер во главе с вице-адмиралом Франческо Дзаччо совершил набег на арагонцев у Каньеллеса, Портоскузо, сжег два арагонских корабля, а затем отступил. Город Вилья-ди-Кьеза удерживался семь месяцев, прежде чем 7 февраля 1324 года начался голод.
Мало что известно об арагонской военной кампании во внутренних районах острова. Раймунд Сентменатский писал королю Арагона, что, командуя небольшим контингентом иберийских всадников и солдат, а также 50 рыцарями и 200 пехотинцами из Арбореи, в декабре 1323 года они двинулись из Гочеано в Барони, взяв 33 города, включая, возможно, Орозеи и Доргали, а также некоторые замки. Однако позже ему пришлось иметь дело с пизанским контингентом, который отбил две деревни. Франческо Каррос, Рамон де Перальта и Бернардо де Кабрера с флотом были отправлены в Пизу. По пути они взяли замок Медузы, недалеко от Лотцораи, и атаковал Терранову (Ольбия), но не достиг конечной цели из-за плохой погоды, а затем решил вернуться в сторону Кальяри.
Через неделю после завоевания Вилья-ди-Кьеза, 13 февраля, арагонцы подошли к Кастель-ди-Кастро, заняв позицию восточнее замка, на холме Бонария. На помощь осажденным Пизанская республика отправила из Пьомбино флот из 40 галер, 12 уджеров, 60 кораблей под командованием графа Манфреди делла Герардеска. Отплыв из Порто-Пизано, флот сделал остановку в Терранове, ныне Ольбии, где вместе с другими силами были взяты на абордаж 200 всадников из пизанских владений в Галлуре. 25 февраля при подходе к замку Кальяри пизанский флот был перехвачен арагонскими галерами, пытавшимися заставить их драться, но пизанцы отказались от этого противостояния. После переговоров арагонцы позволяют пизанскому флоту свободно пришвартоваться возле Капотерры.
В сентябре 1324 года Дориа Сардинии попытались занять Сассари, бывшую конфедеративную коммуну Генуэзской республики, перешедшую к арагонцам в 1323 году, и Пиза в союзе с Генуей снова объявила войну Арагонской короне. В ноябре того же года флот из Генуи и Пизы собрался в порту Савоны. 29 декабря Арагонский флот во главе с Франсиско Карросом разгромил в морском сражении, которое произошло в заливе Кальяри, пизано-генуэзский флот во главе с Гаспаре Дориа.
В январе следующего года арагонская армия во главе с Рамоном де Перальта напала на Стампас, убивая население. Пизе пришлось принять новую капитуляцию, которая вынудила республику окончательно сдаться, Кастель-ди-Кастро перешел к созданному Сардинскому королевству в июне 1326 года, став его столицей.

## Последствия
В 1347 году Арагон и Дориа, контролировавшие большую часть земель бывшего государства Логудоро на северо-западе Сардинии, снова вступили в конфликт в Айду-де-Турду между Бонорвой и Джаве.
Под угрозой арагонских притязаний на суверенитет и консолидацию остальной части острова Хусгадо де Арбореа под руководством юдика Мариана IV Арборейского разорвал союз с арагонцами и вместе с кланом Дориа объявил войну иберийцам. В 1368 году в результате древесного наступления удалось почти вытеснить арагонцев с острова, сократив «Королевство Сардиния» до портовых городов Кальяри и Альгеро и включив все остальное в свое собственное королевство. Мирный договор вернул арагонцам их прежние владения в 1388 году, но напряженность продолжалась, и в 1391 году арборейская армия во главе с Бранкалеоне Дориа вернула большую часть острова обратно в состав Арборейского юдиката. Такая ситуация продолжалась до 1409 года, когда армия двора Арбореи потерпела тяжелое поражение от арагонской армии в битве при Санлури.
После продажи оставшихся территорий за 100 000 золотых флоринов двору Арбореи в 1420 году «королевство Сардиния» распространилось по всему острову, кроме города Кастельсардо (в то время называвшегося Кастельдория или Кастельгеновезе), который был отбит у Дориа в 1448 году. Покорение Сардинии заняло столетие. Соседний остров Корсика, который никогда не был завоёван арагонцами, был исключен из официального титула Сардинского королевства.